# Grijskruinbreedbektiran
De grijskruinbreedbektiran (Tolmomyias poliocephalus) is een zangvogel uit de familie Tyrannidae (tirannen).

## Verspreiding en leefgebied
Deze soort komt voor in het Amazonegebied en in het oosten van Brazilië. Er zijn drie ondersoorten:
- T. p. klagesi: oostelijk Venezuela.
- T. p. poliocephalus: zuidoostelijk Colombia, oostelijk Ecuador, oostelijk Peru en westelijk Brazilië.
- T. p. sclateri: van de Guyana's via amazonisch oostelijk Brazilië tot centraal Bolivia en oostelijk Brazilië .

## Status
De grootte van de populatie is niet gekwantificeerd maar de soort wordt omschreven als vrij algemeen. Op de Rode lijst van de IUCN heeft deze soort de status niet bedreigd.